# Лабораторија звука
Лабораторија звука је била новосадска новоталасна група настала 1978. године у тадашњој СФРЈ.
Одликовала се реге и ска ритмовима са комбинацијом еротских и шаљивих текстова. Препознатљиви по ексцентричном наступу инспирисаним циркуским представама, овај бенд утискује печат на тадашњој сцени.
Међу најважнијим члановима бенда билу су оснивачи браћа Вранешевић, Предраг и Младен. Група је позната и по музици за разне ТВ серије, између осталих Полетарац и Невен, као и филмова Још овај пут (режисера Драгана Кресоје) и Последња трка (дечији играни филм у режији Јована Ранчића).

## Албуми

### Студијски албуми
- Тело (1978; Југотон)
- Дубоко у теби (1982; Југотон)
- Невиност (1986; Југотон)

### Сингл плоче
- Док вам је још време (1978, ПГП РТБ)
- Ко не зна да се смеши (1979, ПГП РТБ)
- Кад постанем слаб и стар (1979, ПГП РТБ)
- Мод-Деран (1980, Југотон)
- Полетарац (1980, Југотон)
- Још овај пут (1983, Југотон)

## Фестивали
- 1978. Опатија - Док вам је још време (Вече шансона и слободних форми)
- 1978. Југословенски фестивал револуционарне и родољубиве пјесме - Што то ниче испод наших шака
- 1978. Омладина, Суботица - Одлазим, долазим